# Cimetière principal de Villejuif
Le cimetière principal de Villejuif est un des cimetières communaux de la commune de Villejuif dans le département du Val-de-Marne.

## Historique

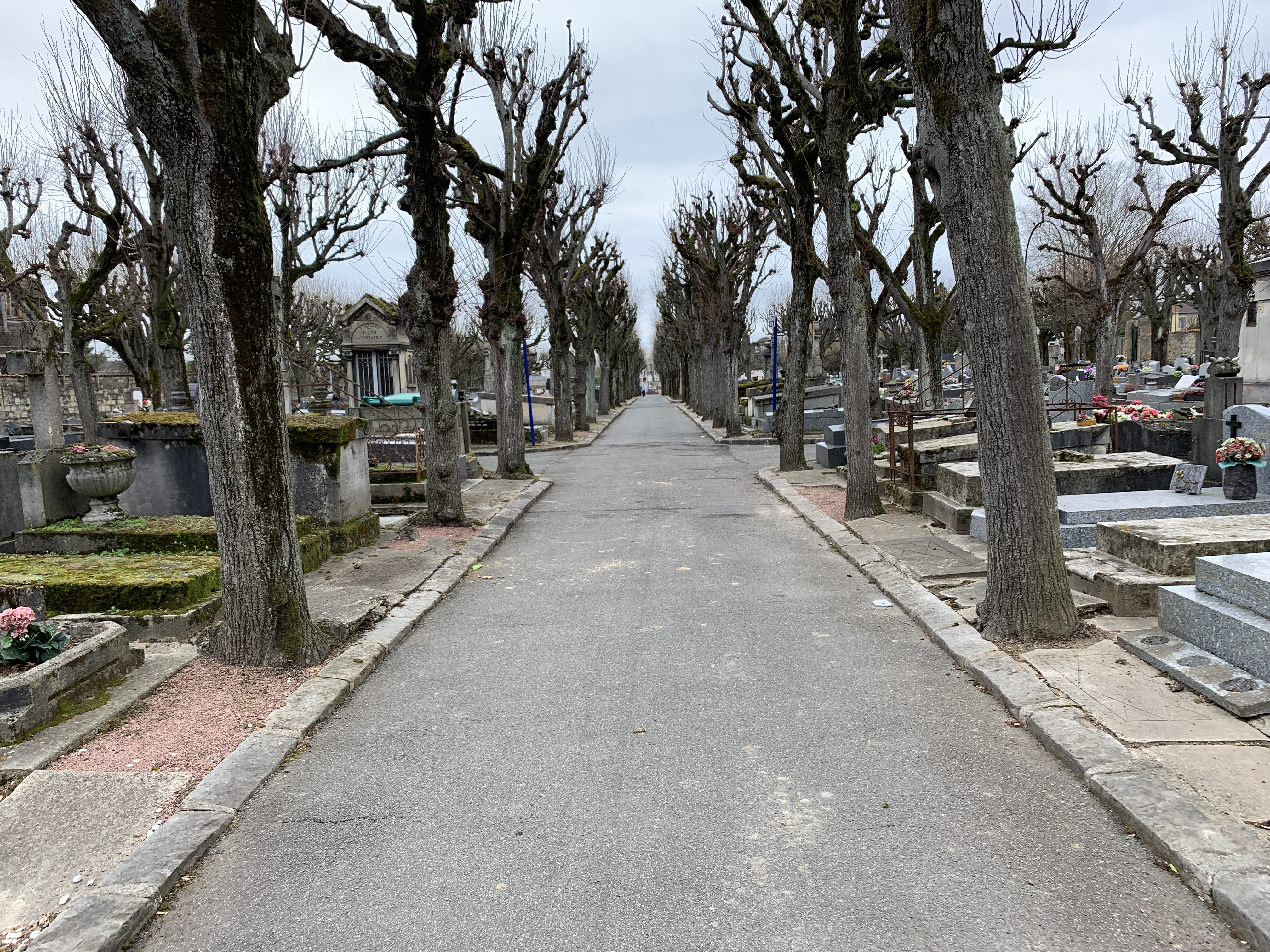
Une allée du cimetière en 2020.

L'ancien cimetière de la commune se trouvait près de l'église Saint-Cyr-Sainte-Julitte, et, dès la fin du XVIIIe siècle, les habitants se plaignaient des effluves insalubres qui en émanaient. En 1813, une première tentative d'ouvrir un nouveau lieu de sépulture se traduisit par l'achat d'un terrain au lieu-dit « Le Télégraphe », mais ce projet fut abandonné.
Au terme de longs pourparlers et grâce à une ordonnance royale du 9 avril 1823, la ville acquit par une délibération du 15 mai de la même année, un terrain à cet effet, situé au lieudit « Trou-Fary » (Le « sentier du Trou-Fary » en perpétue le nom). Il fut par la suite agrandi en 1858 puis en 1889.

## Description

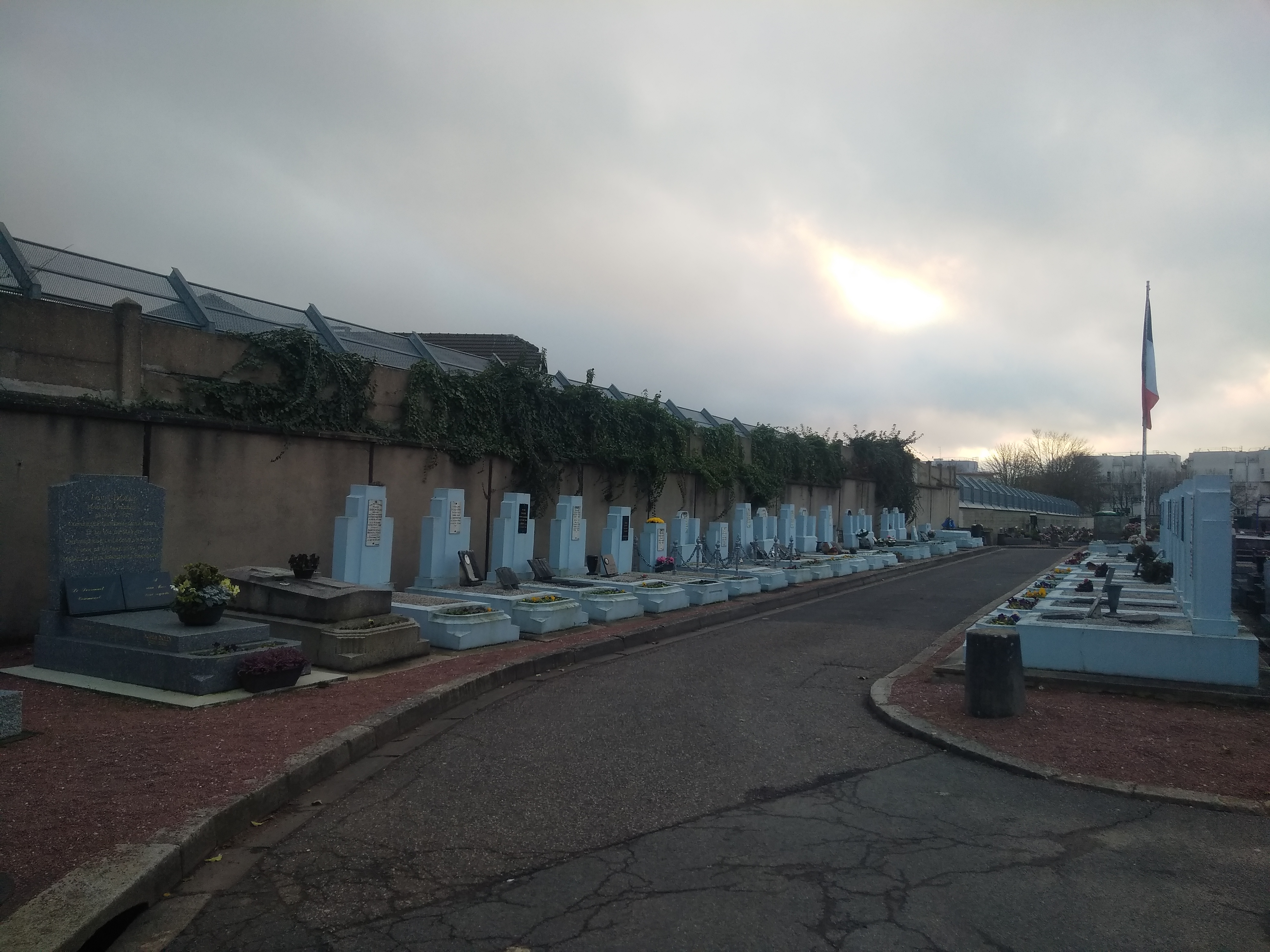
Le carré militaire, 2020.

## Personnalités inhumées
- Hippolyte Marius Galy (1847-1927), sculpteur et peintre français.